# Thomas (biskop i Åbo)
Thomas (finska: Tuomas), död 1248 i Visby, var biskop av Finland.

## Biografi
Thomas var enligt biskopskrönikan engelsman, medlem av domkapitlet i Uppsala och tillsattes någon gång under åren 1216–1221. Inför ryska framstötar i Karelen och Tavastland utverkade han 1229 hos påven en handelsblockad mot Novgorod. Detta år fick han även tillstånd att flytta biskopsstolen, troligen från Nousis till Korois vid Åbo, vilket förefaller ha skett före 1234. I samband härmed överförde Thomas kyrkogods på sin kaplan (och släkting?) Vilhelm, kyrkoherde i Nousis. 
En hednisk reaktion i Tavastland ledde till en korstågsbulla 1238 med det så kallade andra korståget som följd. Den hårdhänta pacificeringen av tavasterna blev en personlig framgång för Thomas och öppnade möjligheterna för ytterligare expansion. Thomas tillhörde eventuellt en av initiativtagarna till det misslyckade tåget mot Nevas mynning 1240. Thomas var en utpräglad maktmänniska. Efter att ha stympat en människa till döds och förfalskat ett påvebrev, tvingades han att avgå, och han drog sig tillbaka till dominikanerna i Visby. Sina böcker, av vilka en bevarats, skänkte han dominikanerna i Sigtuna. Thomas tillhör de mest omdiskuterade gestalterna i finsk medeltidshistoria och hans betydelse har tolkats på mycket olika sätt. 
Ernst V. Knapes Biskop Thomas, ett drama i tre akter (1917), har biskopens brottslighet som motiv.